# Inna Deriglazova
Inna Vasil'evna Deriglazova (in russo Инна Васильевна Дериглазова?; Kurčatov, 10 marzo 1990) è una schermitrice russa, specializzata nel fioretto.

## Biografia
Ha conquistato una medaglia di bronzo nel fioretto individuale ai Campionato europeo di scherma 2010, svoltisi a Lipsia, e l'oro agli europei di Legnano 2012.
Ha inoltre conquistato una medaglia d'argento ai Giochi olimpici estivi di Londra 2012 nel fioretto a squadre.
Ai mondiali di Mosca 2015 ha vinto l'oro nel fioretto individuale.
Ha rappresentato la Russia all'Olimpiade di Rio de Janeiro 2016, vincendo la medaglia d'oro nella prova individuale, superando in finale l'italiana Elisa Di Francisca.
Ha gareggiato per il ROC ai Giochi olimpici di Tokyo 2020, dove ha vinto l'argento nel fioretto individuale e l'oro nel fioretto a squadre.

## Palmarès

### Per la Russia
- Giochi olimpici:

Londra 2012: argento nel fioretto a squadre.
Rio de Janeiro 2016: oro nel fioretto individuale.
- Mondiali:

Catania 2011: oro nel fioretto a squadre.
Budapest 2013: bronzo nel fioretto individuale e nel fioretto a squadre.
Kazan' 2014: argento nel fioretto a squadre.
Mosca 2015: oro nel fioretto individuale ed argento nel fioretto a squadre.
Rio 2016: oro nel fioretto a squadre.
Lipsia 2017: oro nel fioretto individuale e bronzo nel fioretto a squadre.
Budapest 2019: oro nel fioretto individuale e nel fioretto a squadre.
- Europei:

Lipsia 2010: bronzo nel fioretto individuale e nel fioretto a squadre.
Sheffield 2011: argento nel fioretto a squadre.
Legnano 2012: oro nel fioretto individuale e bronzo nel fioretto a squadre.
Strasburgo 2014: argento nel fioretto a squadre.
Montreux 2015: argento nel fioretto a squadre.
Toruń 2016: oro nel fioretto a squadre.
Tbilisi 2017: argento nel fioretto individuale e nel fioretto a squadre.
Novi Sad 2018: oro nel fioretto individuale e argento nel fioretto a squadre.
Düsseldorf 2019: oro nel fioretto a squadre e argento nel fioretto individuale.

## Onorificenze

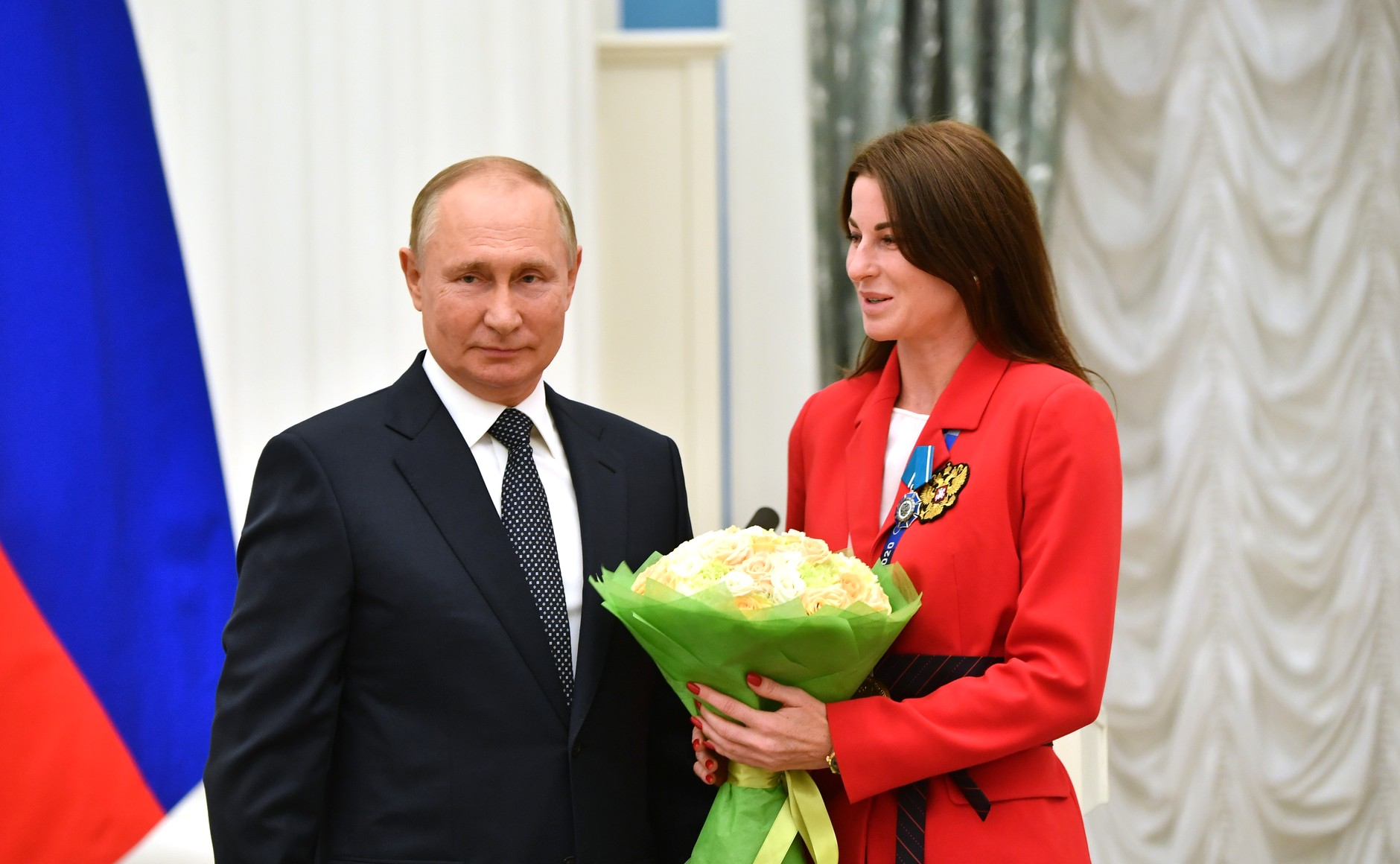
Deriglazova e il presidente russo Vladimir Putin, alla cerimonia per l'assegnazione dell'Ordine d'onore, 2021.

### Per ROC
- Giochi olimpici:

Tokyo 2020: argento nel fioretto individuale e oro nel fioretto a squadre.